# Evdokija di Bulgaria
Evdokija di Bulgaria (nome completo Evdokia Augusta Philippine Clementine Maria di Sassonia-Coburgo-Gotha di Bulgaria; Sofia, 5 gennaio 1898 – Friedrichshafen, 4 ottobre 1985) fu principessa di Bulgaria per nascita, come membro della casata reale dei Sassonia-Coburgo-Gotha di Bulgaria.

## Biografia

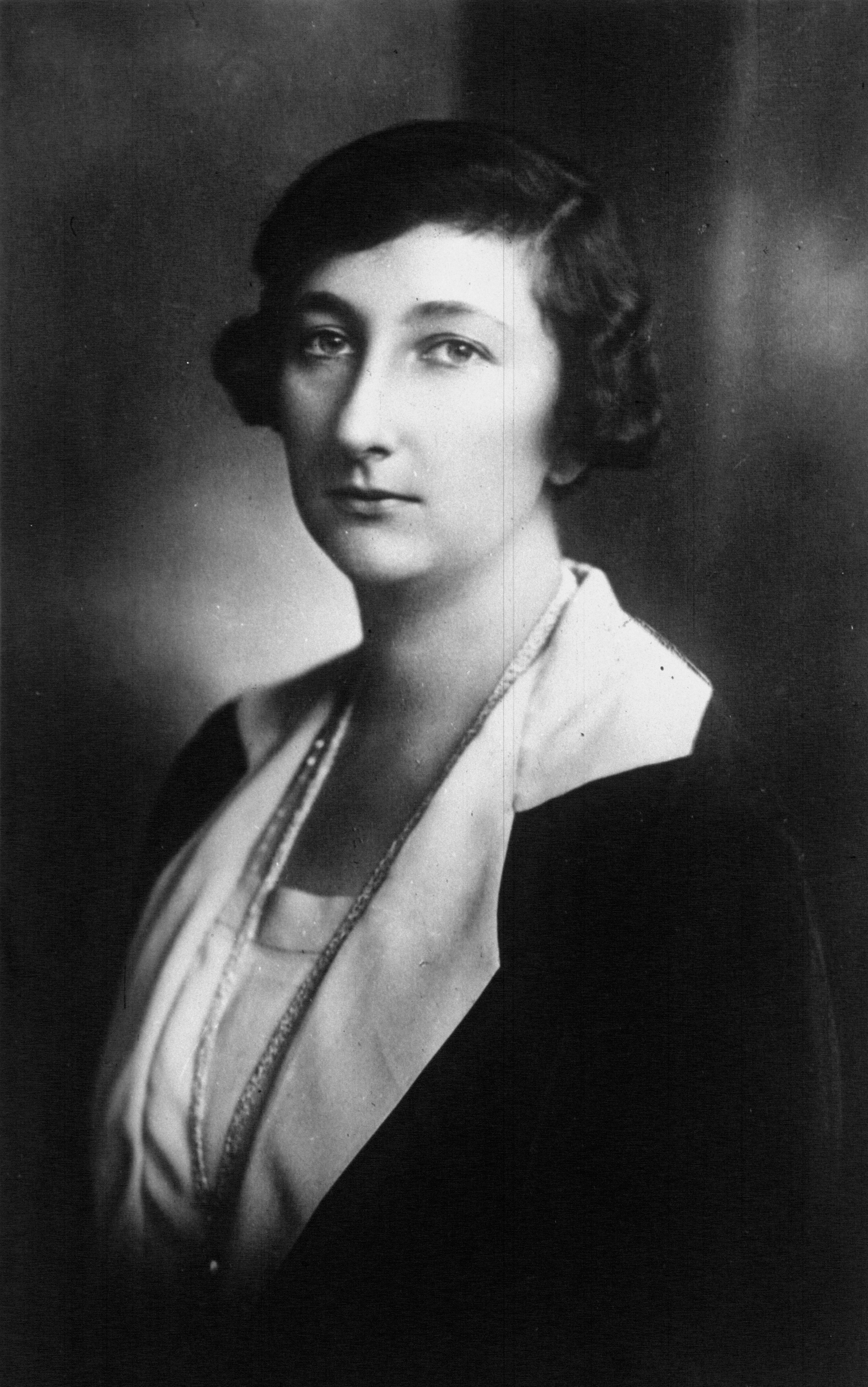
La principessa Evdokija di Bulgaria.

Evdokija, o Eudossia, nacque il 5 gennaio 1898 a Sofia, terzogenita di Ferdinando I di Bulgaria e della consorte, Maria Luisa di Parma; battezzata con i nomi Evdokia Augusta Filippina Clementina Maria, la principessa bulgara aveva due fratelli maggiori, Boris e Kyril, e una sorella minore, la principessa Nadežda. In Bulgaria, divenne il membro femminile più anziano della famiglia reale bulgara, poiché sia sua madre che la sua matrigna Eleonora di Reuss-Köstritz erano morte e suo fratello non era sposato.  Fin da piccola, Eudossia si interessò alle belle arti  e non si sposò mai; dedicò la sua vita alla Bulgaria e ricoprì il ruolo di prima dam a del regno fino a quando il fratello, re Boris III, sposò la principessa Giovanna di Savoia . Evdokia ebbe una stretta relazione con suo fratello, lo zar, per il quale la sorella costituiva la sua migliore amica e fu la sua più stretta confidente per quasi un decennio , avendo su di lui e il suo entourage una grande influenza . Le persone gradite a Evdokia la trovavano brillante e interessante, per gli altri era una donna autoritaria, schietta e sarcastica . I rapporti con la cognata, la zarina Giovanna, restarono sempre cortesi ma furono tesi: entrambe erano dotate di forti personalità e capitò che si facessero critiche a vicenda . Per evitare ulteriori attriti, lo zar Boris chiese alla sorella di trasferirsi in un'altra residenza, abbastanza vicina alla corte ma autonoma .

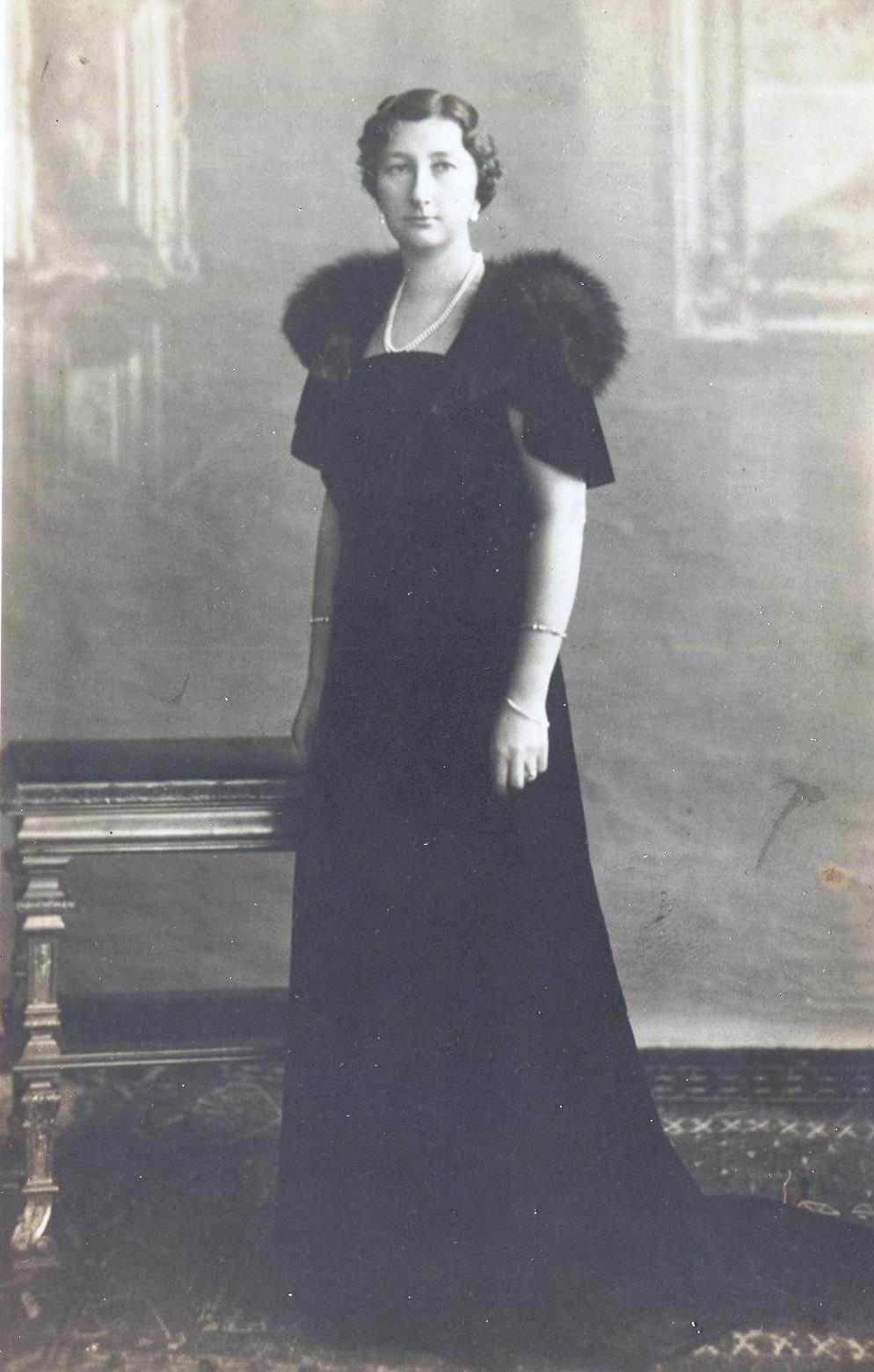
Evdokija di Bulgaria negli anni 1930.

Di ritorno da un incontro con Adolf Hitler, zar Boris III morì in circostanze misteriose, dopo alcuni giorni di agonia, il 28 agosto 1943. Ufficialmente fu dichiarato che il sovrano fosse morto per un problema cardiaco, ma la principessa Evdokia restò sempre convinta che il fratello fosse stato avvelenato dai nazisti . Dopo il 1944, quando il governo filo-nazista della Bulgaria cadde in mano dei comunisti, la principessa Eudossia fu arrestata e torturata dai comunisti. Fu rilasciata e le fu permesso di fuggire dal paese con il resto della famiglia reale .  Suo fratello, il principe Kyril, a capo della reggenza per il nipote Simeone II, fu giustiziato il 1º febbraio 1945. La principessa bulgara si stabilì in seguito in Germania, dove visse vicino alla sorella Nadezhda. Morì il 4 ottobre 1985, all'età di 87 anni, venenedo sepolta nella collegiata di San Michele a Pforzheim , nel Baden-Württemberg, in Germania. Nel libro "Giovanna di Bulgaria: la regina della carità", l'autore ha scritto:

## Ascendenza
|                                    |                    |                                     | Genitori                                  |  |  | Nonni |  |  | Bisnonni                              |  |  | Trisnonni                                       |  |
|                                    |                    |                                     |                                           |  |  |       |  |  | Ferdinando di Sassonia-Coburgo-Kohary |  |  | Francesco Federico di Sassonia-Coburgo-Saalfeld |  |
|                                    |                    |                                     |                                           |  |  |       |  |  | Ferdinando di Sassonia-Coburgo-Kohary |  |  | Francesco Federico di Sassonia-Coburgo-Saalfeld |  |
|                                    |                    | Augusta di Reuss-Ebersdorf          |                                           |  |  |       |  |  | Ferdinando di Sassonia-Coburgo-Kohary |  |  |                                                 |  |
| Augusto di Sassonia-Coburgo-Kohary |                    |                                     |                                           |  |  |       |  |  | Ferdinando di Sassonia-Coburgo-Kohary |  |  |                                                 |  |
|                                    |                    | Maria Antonia di Koháry             | Ferenc József di Koháry                   |  |  |       |  |  |                                       |  |  |                                                 |  |
|                                    |                    | Maria Antonia di Koháry             | Ferenc József di Koháry                   |  |  |       |  |  |                                       |  |  |                                                 |  |
|                                    |                    | Maria Antonia di Koháry             | Maria Antonia von Waldstein zu Wartenberg |  |  |       |  |  |                                       |  |  |                                                 |  |
| Ferdinando I di Bulgaria           |                    | Maria Antonia di Koháry             |                                           |  |  |       |  |  |                                       |  |  |                                                 |  |
|                                    |                    | Luigi Filippo di Francia            | Luigi Filippo II di Borbone-Orléans       |  |  |       |  |  |                                       |  |  |                                                 |  |
|                                    |                    | Luigi Filippo di Francia            | Luigi Filippo II di Borbone-Orléans       |  |  |       |  |  |                                       |  |  |                                                 |  |
|                                    |                    | Luigi Filippo di Francia            | Luisa Maria Adelaide di Borbone           |  |  |       |  |  |                                       |  |  |                                                 |  |
| Clementina d'Orléans               |                    | Luigi Filippo di Francia            |                                           |  |  |       |  |  |                                       |  |  |                                                 |  |
|                                    |                    | Maria Amalia di Borbone-Due Sicilie | Ferdinando I delle Due Sicilie            |  |  |       |  |  |                                       |  |  |                                                 |  |
|                                    |                    | Maria Amalia di Borbone-Due Sicilie | Ferdinando I delle Due Sicilie            |  |  |       |  |  |                                       |  |  |                                                 |  |
|                                    |                    | Maria Amalia di Borbone-Due Sicilie | Maria Carolina d'Asburgo-Lorena           |  |  |       |  |  |                                       |  |  |                                                 |  |
| Evdokija di Bulgaria               |                    | Maria Amalia di Borbone-Due Sicilie |                                           |  |  |       |  |  |                                       |  |  |                                                 |  |
|                                    | Carlo III di Parma | Carlo II di Parma                   |                                           |  |  |       |  |  |                                       |  |  |                                                 |  |
|                                    | Carlo III di Parma | Carlo II di Parma                   |                                           |  |  |       |  |  |                                       |  |  |                                                 |  |
|                                    | Carlo III di Parma | Maria Teresa di Savoia              |                                           |  |  |       |  |  |                                       |  |  |                                                 |  |
| Roberto I di Parma                 | Carlo III di Parma |                                     |                                           |  |  |       |  |  |                                       |  |  |                                                 |  |
|                                    |                    | Luisa Maria di Borbone-Francia      | Carlo Ferdinando di Borbone-Francia       |  |  |       |  |  |                                       |  |  |                                                 |  |
|                                    |                    | Luisa Maria di Borbone-Francia      | Carlo Ferdinando di Borbone-Francia       |  |  |       |  |  |                                       |  |  |                                                 |  |
|                                    |                    | Luisa Maria di Borbone-Francia      | Carolina di Borbone-Due Sicilie           |  |  |       |  |  |                                       |  |  |                                                 |  |
| Maria Luisa di Borbone-Parma       |                    | Luisa Maria di Borbone-Francia      |                                           |  |  |       |  |  |                                       |  |  |                                                 |  |
|                                    |                    | Ferdinando II delle Due Sicilie     | Francesco I delle Due Sicilie             |  |  |       |  |  |                                       |  |  |                                                 |  |
|                                    |                    | Ferdinando II delle Due Sicilie     | Francesco I delle Due Sicilie             |  |  |       |  |  |                                       |  |  |                                                 |  |
|                                    |                    | Ferdinando II delle Due Sicilie     | Maria Isabella di Borbone-Spagna          |  |  |       |  |  |                                       |  |  |                                                 |  |
| Maria Pia di Borbone-Due Sicilie   |                    | Ferdinando II delle Due Sicilie     |                                           |  |  |       |  |  |                                       |  |  |                                                 |  |
|                                    |                    | Maria Teresa d'Asburgo-Teschen      | Carlo d'Asburgo-Teschen                   |  |  |       |  |  |                                       |  |  |                                                 |  |
|                                    |                    | Maria Teresa d'Asburgo-Teschen      | Carlo d'Asburgo-Teschen                   |  |  |       |  |  |                                       |  |  |                                                 |  |
|                                    |                    | Maria Teresa d'Asburgo-Teschen      | Enrichetta di Nassau-Weilburg             |  |  |       |  |  |                                       |  |  |                                                 |  |
|                                    |                    | Maria Teresa d'Asburgo-Teschen      |                                           |  |  |       |  |  |                                       |  |  |                                                 |  |